# Milínov (Hlavňovice)
Milínov je část obce Hlavňovice v okrese Klatovy v Plzeňském kraji. Nachází se na severozápadě Hlavňovic. Prochází zde silnice II/171. Milínov je také název katastrálního území o rozloze 4,15 km². V katastrálním území Milínov leží i Hlavňovice.

## Historie
První písemná zmínka o vesnici pochází z roku 1565.

## Obyvatelstvo
| Rok            | 1869 | 1880 | 1890 | 1900 | 1910 | 1921 | 1930 | 1950 | 1961 | 1970 | 1980 | 1991 | 2001 | 2011 | 2021 |
| -------------- | ---- | ---- | ---- | ---- | ---- | ---- | ---- | ---- | ---- | ---- | ---- | ---- | ---- | ---- | ---- |
| Počet obyvatel | 143  | 127  | 126  | 118  | 120  | 122  | 99   | 82   | 94   | 80   | 74   | 82   | 100  | 94   | 105  |
| Počet domů     | 18   | 18   | 19   | 19   | 19   | 19   | 19   | 21   | 21   | 22   | 22   | 26   | 32   | 35   | 42   |

## Obecní správa
Při sčítání lidu v letech 1850–1949 Milínov byl samostatnou obcí v okrese Sušice. V letech 1950–1959 byl osadou obce Přestanice v okrese Sušice. Od roku 1960 je částí obce Hlavňovice v okrese Klatovy. V letech 1850–1949 k obci patřily Radostice a Stojanovice.

## Osobnosti
- V Milínově se narodil matematik Matyáš Lerch (1860–1922).

## Další fotografie

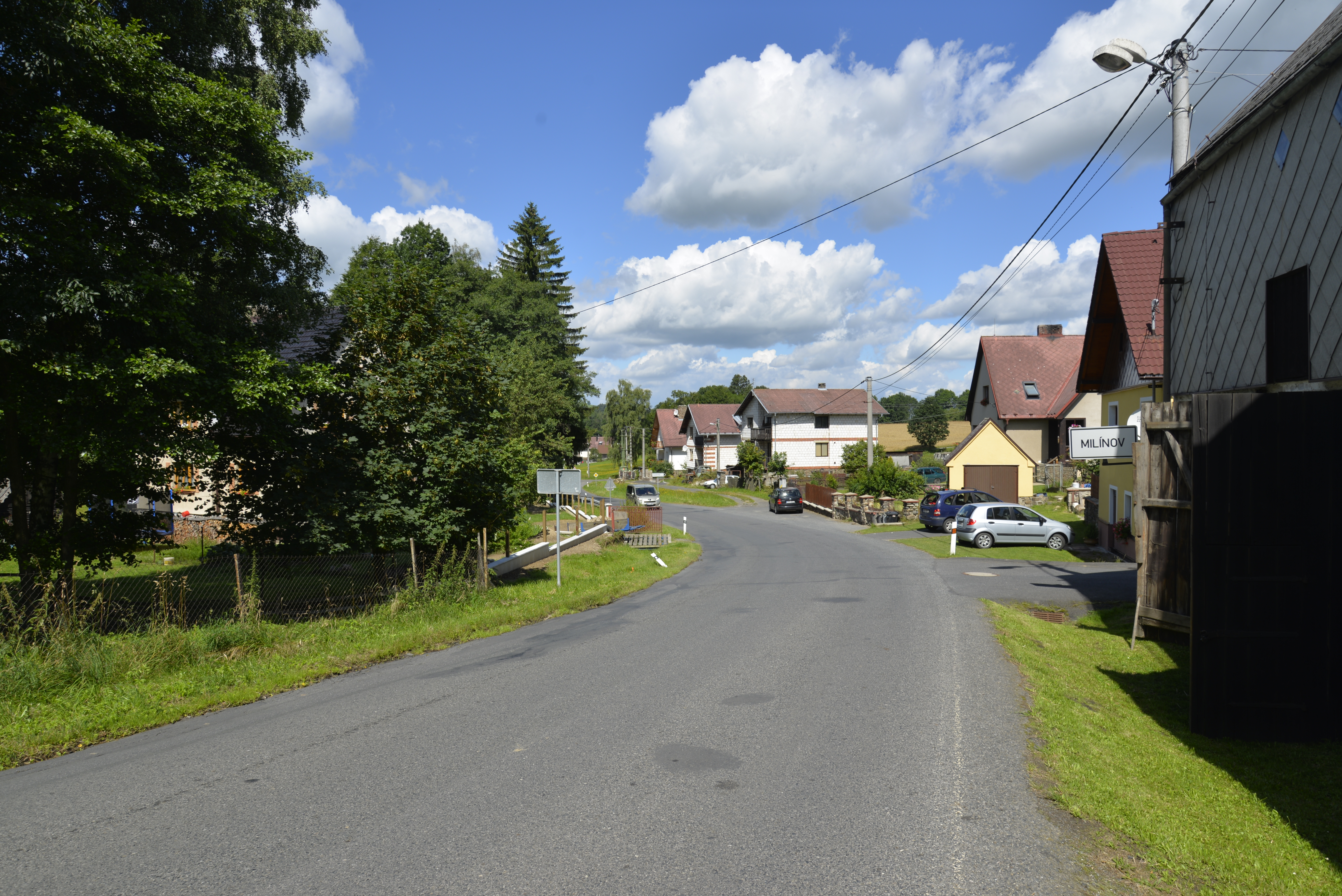
Příjezd k vesnici
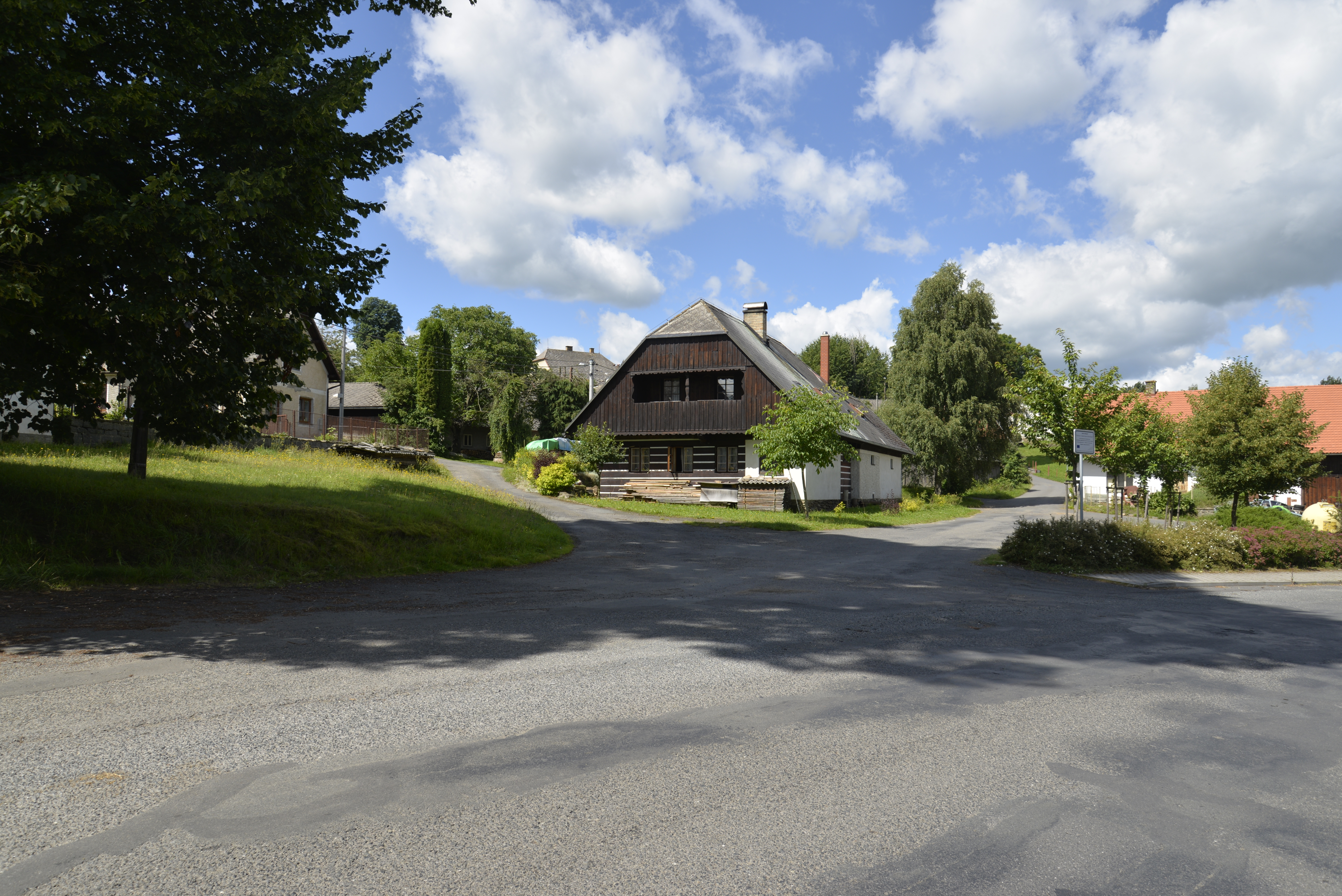
Domy na návsi
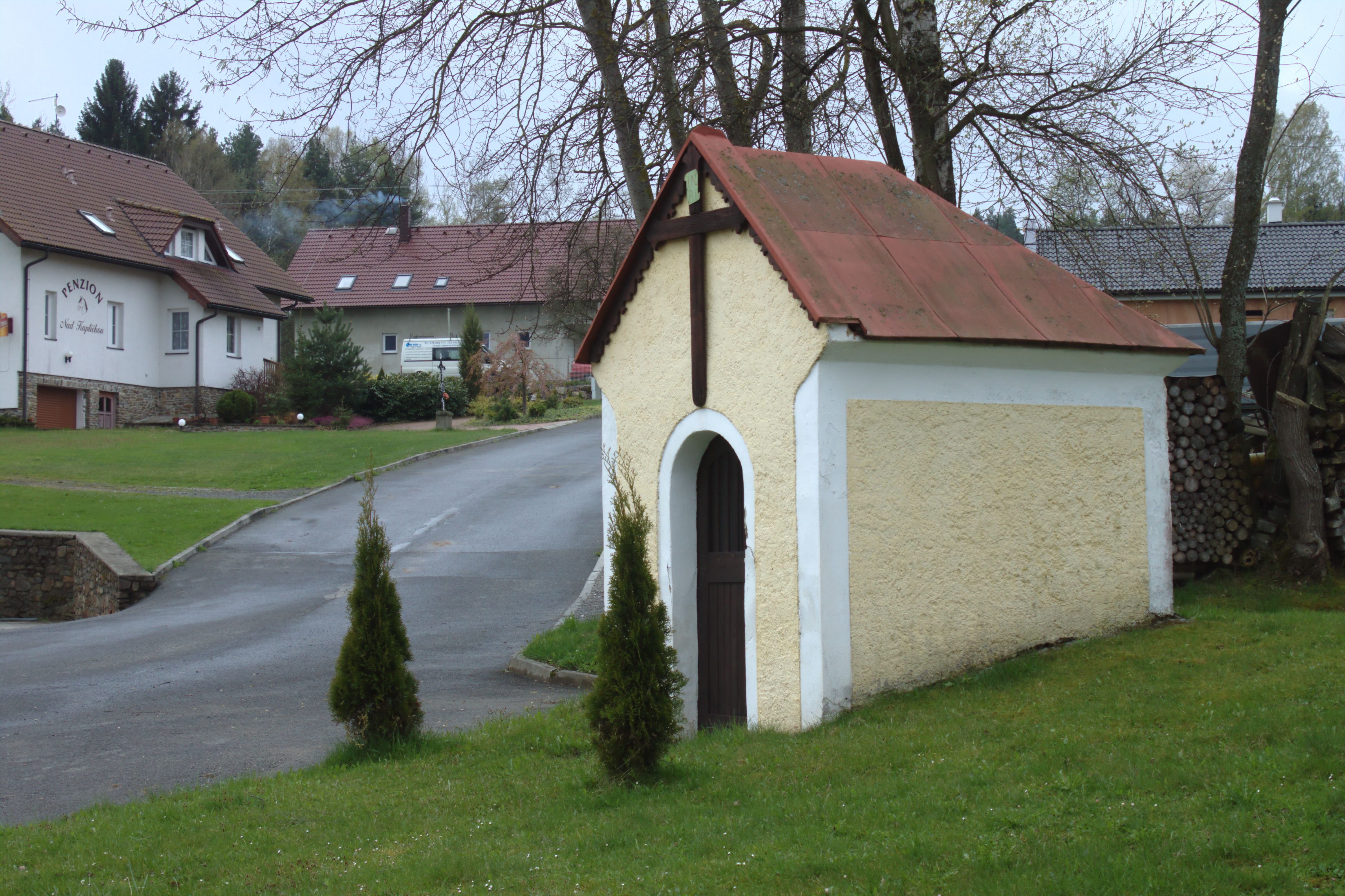
Kaple